# Design

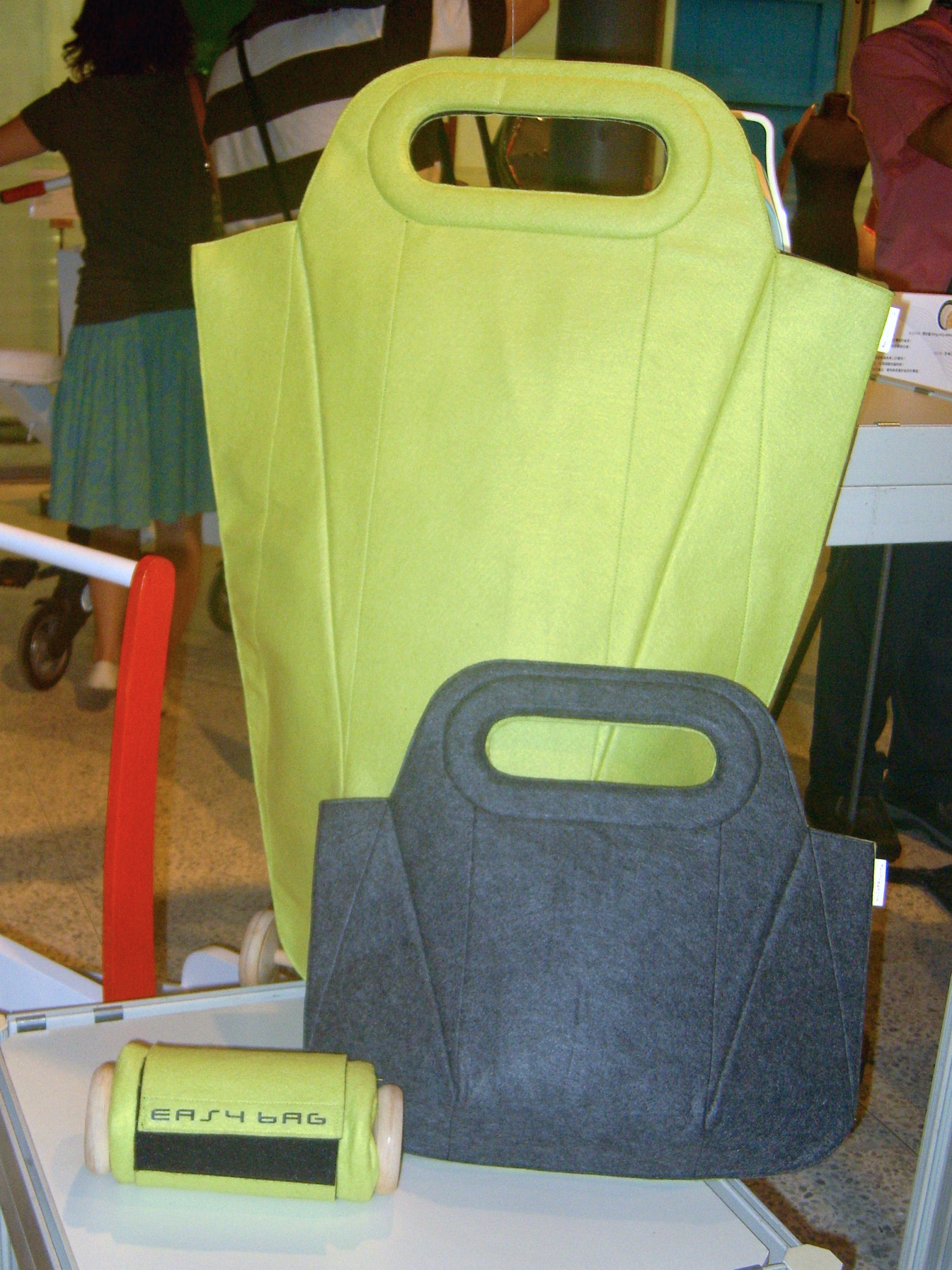
Tašky (Taiwan)

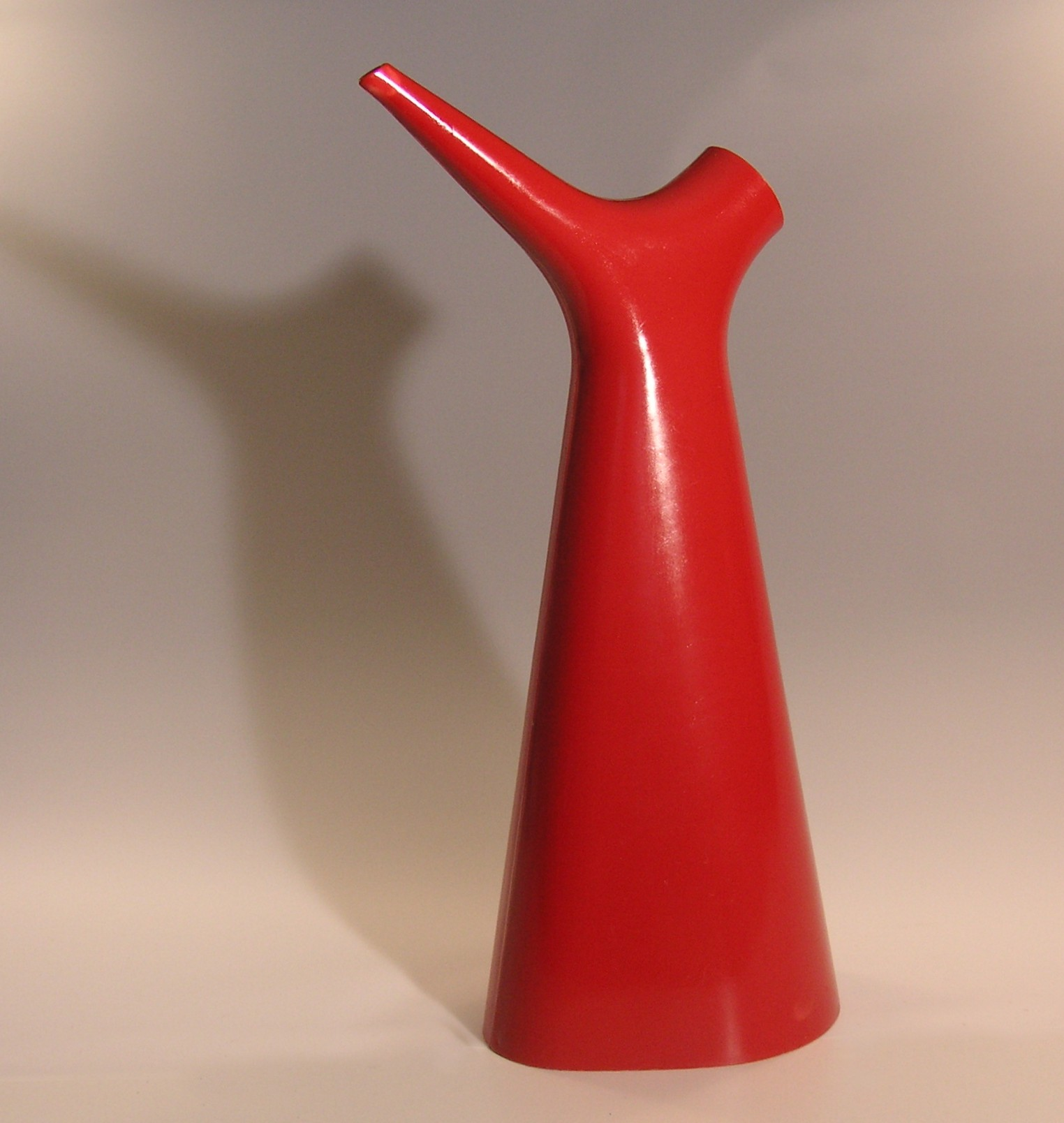
C. A. Breger: zalévací konvice

Design (z angl., vyslov [dyzajn]) je vytvoření plánu nebo úmluvy na výstavbu objektu nebo systému (architektonické plány, technické výkresy, obchodní procesy, schémata zapojení, grafický design, produktový design). Může označovat jak činnost návrháře, tak výsledný produkt jeho činnosti. Design je součástí oblasti užité tvorby (umělecké řemeslo, architektura). Smyslem užívání termínu bylo odlišení sériové tovární produkce od originálové nebo malosériové ruční dílenské tvorby. Proto patří k základní logice ztotožňovat pojem design s tzv. průmyslovým designem. Jeho výchozí kvality vyjadřovala myšlenka "kvalitní estetika za nízké ceny dostupné širokým vrstvám". Vývoj směrem k luxusu ve druhé polovině 20. století je proto slepou uličkou. Podstatě luxusu naopak odpovídá dílenská rukodělná produkce. Samotné téma kvality designu je ale mnohem komplexnější. Souvisí s vývojovými úvahami o dobrém designu, uživatelsky přátelském designu nebo designu inteligentním. Většinou bývá vymezeno tzv. "šesti e": efektivita, ergonomie, ekologie, estetika, ekonomika, etika.
Design může zahrnovat značný vědecký i umělecký výzkum, filozofii produktu, designové myšlení, modelování a častý re-design. Časté druhy navrhovaných objektů jsou šaty, grafické uživatelské rozhraní, mrakodrapy, firemní identity a dokonce i organizační metody (organizační ergonomie).

## Původ slova

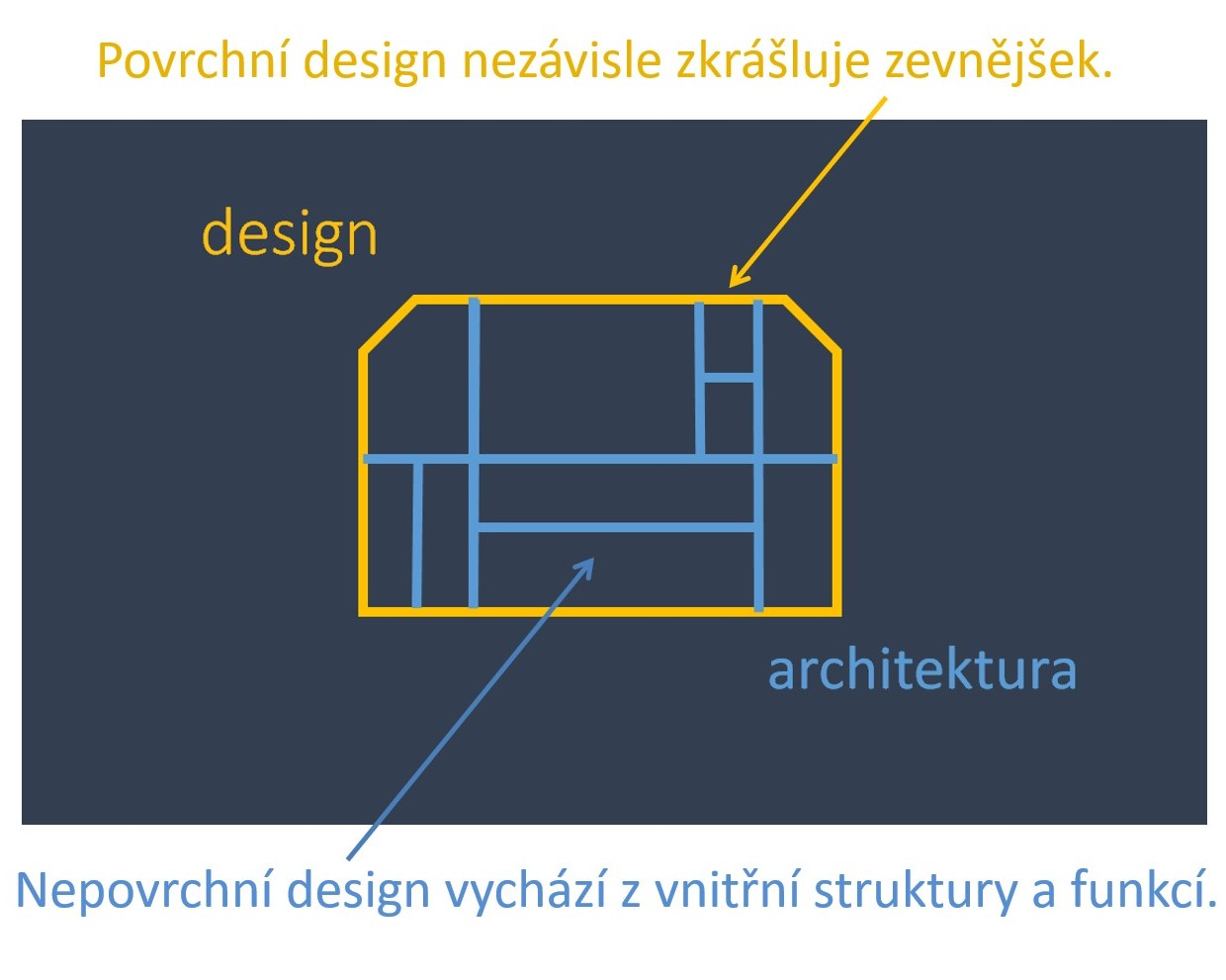
Jedno z možných pojetí termínu design

Anglické slovo design je odvozeno z latinského de-signare, označit, vyznačit, a postupně dostalo také významy „navrhnout“ i „návrh“. Od poloviny 20. století, kdy se začal klást větší důraz na vzhled výrobků a reklamu, se rozšířilo do mnoha jazyků včetně češtiny v užším významu výtvarného návrhu užitkových předmětů. V češtině se předtím užíval název „průmyslové výtvarnictví“, který však zahrnoval jen tvarování průmyslových výrobků (strojů, nástrojů, nábytku, oděvů atd.). Naproti tomu design dnes zahrnuje i grafický návrh plakátů a tiskovin, webových stránek, obalů, reklamních značek a firemních kampaní.
Vývoj oboru a jeho interakce vede k vymezení pojmu design především jako smysly vnímatelného řešení.
Používat termín pro navrhování v oborech specializovaných věd (fyzika, chemie, ekonomie) nebo jako zastřešující termín v technologických návrzích je kontraproduktivní.

## Význam
Cílem designu je co nejúčelněji propojit funkční a estetickou stránku navrhovaného předmětu či systému. Vyžaduje proto jak technické, tak výtvarné schopnosti a znalosti a v současné době úzce souvisí také s propagací a reklamou.

## Typy designu

### Podle uplatnění
- průmyslový design (industrial design) Archivováno 13. 3. 2017 na Wayback Machine.
- interiérový design
- webdesign
- oděvní design (fashion design)
- design služeb
- informační design
- design typografie

### Podle zvoleného média
- grafický design
- produktový design
- světelný design
- sound-design
- floristický design
- hair design

### Podle užitého materiálu
- design skla
- design keramiky
- design textilu

### Podle přístupu, jak se uplatňuje
- Uživatelsky přátelský design (ergonomický design)
- Design pro všechny
- Permakulturní design
- Ekodesign (udržitelný design)
- Slow-design
- in-store design
- playful design
- ad.

## Teorie, praxe a výzkum designu
Teorie s praxí se nezbytně prolínají, k čemu přispívají i různé typy výzkumu.

### Teorie
Teorie je díky interdisciplinaritě problematiky designu víceoborová a z hlediska nezbytné komplexnosti musí být teoretici odborníky typu T. V teorii designu dochází k náročné integraci přírodních a společenských věd, která se například v českém prostředí dosud dostatečně nedaří, což je vidět jak na výuce designérů i jejich teoretiků, tak při hodnocení kvalit designu. Názorným příkladem interdisciplinarity je teorie barvy, která s designem také souvisí: má rovinu chemickou, fyzikální, fyziologickou, kognitivně-psychologickou, estetickou a sociální (komunikační).
K nejrozšířenějším patří historiografie designu, která bývá funkčně propojena s obecnými dějinami umění a mnohdy také se sociologií. Historiografie je vyučována v prostředí filozofie, ovšem na konkrétní filozofii produktů se zatím teoretici v českém prostředí nedostatečně soustřeďují.
K nejméně rozšířeným částem teorie designu patří psychologie designu, která má přirozenou vazbu na psychickou, fyzickou a organizační ergonomii a ta dále na antropologii.
K základům teorie designu patří teorie komunikace, nejen informační design komunikuje.
K nejdůležitějším patří teorie praktické funkčnosti designu přirozeně svázaná s inženýrskými vědami. Dosud měla velký problém spolupráce se společenskovědními obory. Po velkém rozvoji technologií ve 20. století se totiž historii umění nepodařilo udržet svůj tradiční přehled po technikách a materiálech.
Více respektována bývá v designu ekologie, nikoliv však specializovaní ekologové.
Designem se zabývá také ekonomická teorie, činí tak většinou z úhlu potřeb ziskového sektoru a soustřeďuje se proto zejména na povrchní marketink.
Taxonomie designu se snaží vymezovat jednotlivé kategorie oboru a nacházet funkční vztah jeho terminologie s běžnou odbornou konvencí.
Vinou nedostatečné integrace věd většina výzkumů v oboru designu je příliš specializovaná bez potřebné komplexnosti. Někdy je výzkum dalších oborů suplován laickými postupy. To platí i v případě soudobých metod design-research spadajících do oblasti uměleckého výzkumu.

### Praxe
V praxi designu se prolíná sílící snaha o tvorbu víceoborových týmů s tradičním, nepříliš kvalifikovaným univerzalismem samostatných tvůrců. Ten je charakteristický také pro design research, který mívá převážně jen charakter marketinkového průzkumu.
Pokud není designér vedoucím tvůrčího týmu, většinou se zabývá jen estetikou produktu.
Tzv. design-thinking (designové myšlení) má v praxi na výběr dvě cesty:
1.      Komplexní nepovrchní myšlení využívá vědecké poznatky o interakci člověka a designu směřující k nepovrchnímu komfortu uživatele. Tento přístup podporuje testování nezávislých laboratoří a spotřebitelská sdružení (v ČR např. D-TEST). V charakterizaci uživatele dominuje celý cyklus užití se všemi prvky.
2.      Marketinkovou metodu laicky využívá povrchní komerční přístup „zaměřený na zákazníka“. V charakterizaci zákazníka dominují časově a funkčně omezené zájmy uživatele před provedením nákupu a krátce po něm.
Praxi stále více ovlivňují legislativní regulace i etické požadavky na udržitelnost (ekologie, dlouhodobá ekonomika), uživatelskou přátelskost (ergonomie) a inkluzivnost (sociologie) nebo celkovou společenskou odpovědnost, ale komerční subjekty se je podle možností snaží více předstírat než plnit, neboť nejsou ziskově výhodné.

## Hodnocení designu
V historii designu je důležité sledovat, jak se vyvíjelo hodnocení jeho kvalit. Německý designér Dieter Rams navrhl roku 1970 sérii kritérií podmiňujících tzv. "dobrý design". V následujícím období designér Victor J. Papanek silně podtrhl sociální a ekologické kvality designu. Počátkem 21. století lze za nejkomplexnější systém hodnocení považovat teorii inteligentního designu.

## Historie
Návrhářství užitkových předmětů se začalo oddělovat jako samostatná profese už koncem 19. století, například v typografii, v textilním, sklářském a vůbec uměleckém průmyslu. Průmyslová výroba přinesla snahu o zlevnění výroby, takže výrobky byly často nevzhledné. Proti tomu vzniklo anglické hnutí za obnovu řemesel Arts and Crafts, jehož nejznámějším představitelem byl William Morris. V českých zemích vzniklo za podobným účelem roku 1873 Moravské průmyslové museum (nynější Uměleckoprůmyslové muzeum (Brno)), roku 1885 Uměleckoprůmyslové museum v Praze a téhož roku Uměleckoprůmyslová škola v Praze (UMPRUM). V meziválečném období k tomu přistoupila brněnská Škola uměleckých řemesel a další. Od třicátých let 20. století se důraz přesouval od užitého umění k návrhářství průmyslových výrobků (strojů. automobilů, letadel, nábytku aj.), které pak v 60. letech dosáhlo významných mezinárodních úspěchů.